# France société anonyme
Pour plus de détails, voir Fiche technique et Distribution.
France société anonyme est le premier long métrage d'Alain Corneau réalisé en 1973 et sorti en 1974.

## Synopsis
Tout commence le mardi 22 février 2222, un ancien trafiquant de drogue est maintenu en état d'hibernation. Réanimé, il conte son histoire. Leader sur le marché des narcotiques, sa situation était prospère jusqu'à ce que, lors d'un changement politique, le gouvernement en légalise l'usage. Il avait alors rejoint le Front de Libération des Toxicomanes Révolutionnaires - renommé Front des Toxicomanes révolutionnaires à la suite du schisme opposant les récupérés aux radicaux -, constitué de militants pour une « défonce libre » et opposés à ce que les multinationales tirent profit de la vente de drogues...

## Fiche technique
- Réalisation : Alain Corneau, assisté de Laurent Ferrier
- Scénario : Jean-Claude Carrière et Alain Corneau
- Photographie : Pierre-William Glenn
- Musique : Clifton Chénier
- Bandonéon : Michel Portal
- Décors : Jean-Pierre Kohut-Svelko
- Son : Jean-Pierre Ruh
- Montage : Marie-Josèphe Yoyotte
- Production : Albina du Boisrouvray et Maurice Bernart
- Directeur de production : Georges Casati
- Premier assistant réalisateur : Laurent Ferrier
- Pays de production :  France
- Genre : science-fiction et thriller
- Tourné en Eastmancolor
- Durée : 100 min
- Date de sortie : 
  -  France : 5 juin 1974
- Film interdit en salles aux moins de 16 ans lors de sa sortie en salles en France

## Distribution
(par ordre de crédits au générique)
- Michel Bouquet : le Français
- Allyn Ann McLerie : l'Américaine
- Roland Dubillard : Albert, le tueur
- Joël Barcellos : le Brésilien
- Michel Vitold : le fourgueur
- Yves Afonso : l'homme de main du fourgueur
- Marcel Imhoff : Sauboc
- Georges Staquet : le petit nerveux
- Ann Zacharias : la fille de l'Américaine
- Daniel Ceccaldi : Michel, l'homme du gouvernement
- Francis Blanche : Pierre, le financier pervers
- Roland Bertin : le conseiller de l'Américaine
- Philippe Clévenot : un toxicomane idéologue (FLTR)
- Gérard Desarthe : un toxicomane idéologue (FLTR)
- Pierre Maguelon : le policier
- Jacques Rispal : l'ecclésiastique favorable à la légalisation
- Nicole Vervil : la mère de famille devant la télé
- Claudine Beccarie : l'actrice de film publicitaire
- Philippe Brizard : l'homme à la douane
- Raphaël Delpard : l'homme de l'aéroport
- Jacques Van Dooren : un homme de main du Français
- Pierre Frag : un homme de main du Français
- Dominique de Keuchel : le fumeur de haschich
- Pauline Larrieu : la speakerine nue
- Louis Lyonnet : le père toxicomane
- Maritin : un toxicomane idéologue (FLTR)
- Pierre Nunzi : le journaliste
- Malvina Penn : une toxicomane idéologue, dactylo (FLTR)
- Claude Richard : un homme de main du Français
- Nadia Vasil : la femme violée
- Gérard Zimmermann : le policier qui trouve la drogue
- Michel Portal (non crédité) : l'homme au bistrot

## Autour du film
- Le film est dédié à la mémoire de Jayne Mansfield